# Kuter zwalczania okrętów podwodnych

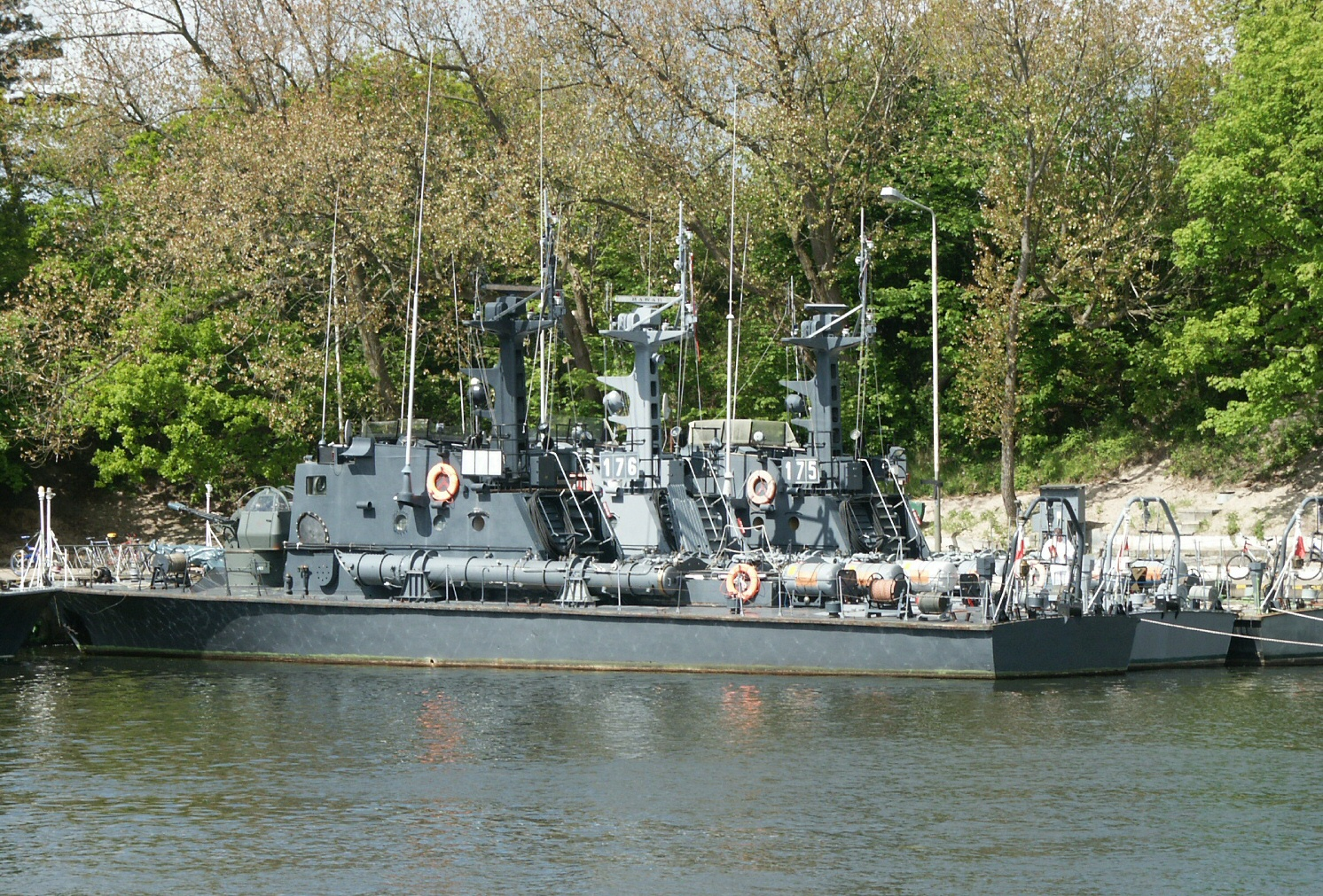
Polskie kutry zwalczania okrętów podwodnych projektu 918M

Kuter zwalczania okrętów podwodnych – niewielki okręt przeznaczony do zwalczania okrętów podwodnych i do służby patrolowej. Wyporność tego typu okrętów wynosi od kilkudziesięciu do ok. 300-400 ton. Przeznaczone są głównie do działań przybrzeżnych, a w czasie pokoju najczęściej służą do patrolowania granic.
Kutry zwalczania okrętów podwodnych (ZOP) pojawiły się w latach 60. XX wieku, w miejsce ścigaczy okrętów podwodnych. Główną różnicę stanowiło zastąpienie bomb głębinowych jako uzbrojenia przez kierowane torpedy przeciw okrętom podwodnym, zwiększające znacznie ich skuteczność. Jako środek wykrywania okrętów podwodnych, wyposażone w stacje hydrolokacyjne. Uzbrojenie, służące głównie do zwalczania wynurzonych okrętów podwodnych i samoobrony przed samolotami, składało się zwykle z kilku działek przeciwlotniczych małego kalibru. 
Kutry zwalczania okrętów podwodnych stanowią najmniejsze okręty przeznaczone do zwalczania okrętów podwodnych. Większymi okrętami są korwety, lecz granica nie jest sztywno określona. Kutry zwalczania okrętów podwodnych nie są liczną klasą, przy tym klasyfikowane są często jako patrolowce. Reprezentowane były głównie w krajach byłego bloku wschodniego (na Zachodzie zadania zwalczania okrętów podwodnych wypełniały głównie większe okręty - fregaty i lotnictwo).
Do kutrów zwalczania okrętów podwodnych można zaliczyć radzieckie jednostki projektu 205P (w kodzie NATO Stenka), pochodne kutrów rakietowych proj. 205, uzbrojone w 4 wyrzutnie torped przeciw okrętom podwodnym, o wyporności 210 ton. W ZSRR klasyfikowane jednak były jako patrolowce (okręty dozorowe pogranicza - pogranicznyj storożewoj korabl - PSKR) i służyły w wojskach KGB. Na granicy kutrów zwalczania okrętów podwodnych i małych korwet znajdowały się jednostki projektu 12412 (w kodzie NATO: Pauk). 
W Polsce w latach 70. opracowano kutry zwalczania okrętów podwodnych projektu 918M (w kodzie NATO: Pilica), uzbrojone w 2 torpedy przeciw okrętom podwodnym i wyposażone w stację hydrolokacyjną z holowaną anteną, o wyporności pełnej 93 t. Z uzbrojenia Polskiej Marynarki Wojennej kutry projektu 918M wycofano w roku 2006.